# Phil Groeneveld
Paul Philipp „Phil“ Groenveld (* 18. September 1974 in Oshawa, Ontario) ist ein ehemaliger kanadisch-niederländischer Eishockeytorwart, der im Laufe seiner Karriere französischer, niederländischer und italienischer Meister wurde. International spielte er für die Niederlande.

## Karriere

### Club
Phil Groeneveld, der als Nachfahre niederländischer Einwanderer in Kanada geboren wurde, war bei der OHL Priority Selection 1992 von den Peterborough Petes in der 13. Runde als insgesamt 208. Spieler gezogen worden. Er spielte 1993/94 bei den Ohio State Buckeyes, dem Team der Ohio State University und spielte nach einem Hochschulwechsel 1994/95 für das Team des Augustana University College in Kanada. Nach einem Jahr in der Central Hockey League zog es ihn 1996 nach Europa, wo er zunächst sechs Jahre in der höchsten französischen Spielklasse (damals nacheinander Nationale 1A und Élite Ligue genannt) spielte. Nach zwei Jahren bei Viry-Châtillon Essonne Hockey wechselte er 1998 zu Rouen Hockey Élite 76 und gewann mit dem Team aus der Normandie 2001 die französische Meisterschaft und 2002 den nationalen Pokalwettbewerb. 2001 wurde er zudem mit der Trophée Jean Ferrand als bester Torhüter der Liga ausgezeichnet. 
Zur Spielzeit 2002/03 wechselte er in das Land seiner Vorväter und spielte dort für die Boretti Tigers Amsterdam in der Ehrendivision. Er konnte in diesem Jahr sowohl den niederländischen Meistertitel, als auch den Pokalwettbewerb gewinnen und wurde als bester Torhüter der Ehrendivision mit der Gobel-De Bruyn-Trofee ausgezeichnet. In der Folge blieb Groeneveld bei keinem Klub länger als ein Jahr am Stück und spielte bis zu seinem Karriereende 2011 für verschiedenste Teams aus Kanada und Italien. Dabei gewann er mit dem HC Bozen in der Spielzeit 2007/08 sowohl den italienischen Meistertitel als auch die Supercoppa.

### Nationalmannschaft
Groeneveld nahm für die Niederlande an den Weltmeisterschaften Eishockey-Weltmeisterschaft der Herren 2005, als er zum besten Torhüter des Turniers gewählt wurde, 2006, 2007, als er mit der drittbesten Fangquote nach dem Franzosen Fabrice Lhenry und dem Polen Arkadiusz Sobecki erneut zum besten Torhüter des Turniers gewählt wurde, 2008, als er die drittbeste Fangquote nach dem Briten Stephen Murphy und dem Kasachen Sergei Ogureschnikow aufwies, 2009, 2010 und 2011 jeweils in der Division I teil. Zudem vertrat er seine Farben bei den Qualifikationsturnieren zu den Olympischen Winterspielen 2006 in Turin und 2010 in Vancouver.

## Erfolge und Auszeichnungen
- 2001 Französischer Meister mit Rouen Hockey Élite 76
- 2001 Trophée Jean Ferrand
- 2002 Französischer Pokalsieger mit Rouen Hockey Élite 76
- 2003 Niederländischer Meister und Pokalsieger mit den Boretti Tigers Amsterdam
- 2003 Gobel-De Bruyn-Trofee
- 2005 Bester Torhüter bei der Weltmeisterschaft der Division I, Gruppe B
- 2007 Gewinn der Supercoppa mit dem HC Bozen
- 2007 Bester Torhüter bei der Weltmeisterschaft der Division I, Gruppe A
- 2008 Italienischer Meister mit dem HC Bozen